# National Association of Underwater Instructors
 (janvier 2009).
Si vous disposez d'ouvrages ou d'articles de référence ou si vous connaissez des sites web de qualité traitant du thème abordé ici, merci de compléter l'article en donnant les références utiles à sa vérifiabilité et en les liant à la section « Notes et références ».
La National Association of Underwater Instructors (en français Association nationale des moniteurs sous-marins) est une association à but non lucratif qui a pour but de former des plongeurs autonomes.

## Histoire
La NAUI a été fondée par Al Tillman et Bev Morgan en 1959. En août 1960, le premier cursus de formation d'instructeur NAUI se tenait l'hôtel Shamrock Hilton de Houston. Il y avait 72 candidats.
Un peu moins d'un an plus tard, en octobre 1961, la NAUI était reconnue comme une association d'éducation à but non lucratif par l'État de Californie. Al Tillman en fut le premier président et Neal Hess, le secrétaire général. Parmi les autres membres du conseil d'administration, on peut noter la présence de John C. Jones de la Croix-Rouge ainsi que Garry Howland de l'US Air Force.
La NAUI internationale reste la plus vieille association à but non lucratif de formation à la plongée sous-marine, organisée pour aider et promouvoir la sécurité dans la plongée par l'éducation.
Tout au long de son existence, la NAUI a toujours voulu rester à la pointe du progrès dans l'enseignement de la plongée.[non neutre] En délivrant des certifications de Nitrox dès 1992, la NAUI fut la première association de plongée-loisir à le faire.
Au début de 1997, suivant en cela les principes fondateurs de la NAUI, l'association publia ses premiers standards de plongée technique, pratique en développement parmi ses membres depuis plusieurs années.
Le commandant Jacques-Yves Cousteau, co-inventeur du scaphandre sous-marin fut un conseiller de la NAUI. Lloyd Bridges qui, en tant que héros de la série télévisée Sea Hunt, popularisa la plongée sous-marine aux États-Unis, fut le premier Instructeur honoraire de la NAUI. Buster Crabbe, champion olympique de natation en 1932 et acteur renommé était instructeur de la NAUI.
De nombreuses universités, écoles et instituts de technologie aux États-Unis certifient leurs élèves au sein de la NAUI. De même que certains organismes publics (NAvy seals, NASA, etc.)

## Formations NAUI
La NAUI internationale offre une vaste gamme de formations, du simple plongeur au Course director, avec des douzaines de spécialités, incluant le Nitrox et les plongées techniques.

### Formations plongée loisir
Formations pour enfants :
- Junior Skindiver (formation de randonnée palmée)
- Junior SCUBA Diver (plongeur débutant)
- Junior Advanced SCUBA Diver (plongeur confirmé)

Formations pour adultes :
- Skindiver
- SCUBA Diver
- Experienced SCUBA Diver
- Advanced SCUBA Diver
- Master SCUBA Diver

### Formations de spécialité
- Deep Diver (plongée profonde)
- Dry Suit Diver (plongée en combinaisons étanches)
- Enriched Air Nitrox (EAN) Diver (plongée au Nitrox)
- SCUBA Rescue Diver (secourisme et sauvetage)
- Search and Recovery Diver (recherche et localisation)
- Assistant de Formation (assiste le moniteur)
- Underwater Archeologist (archéologie sous-marine)
- Underwater Ecologist (biologie sous-marine)
- Underwater Environment (environnement sous-marin)
- Underwater Photographer (photographe sous-marin)
- Underwater Hunter and Collector (chasseur sous-marin)
- Wreck Diver (plongée sur épave)

### Formations de formateurs
- Assistant Instructor
- Skin Diving Instructor (moniteur de randonnée palmée)
- Divemaster (guide de palanquée)
- Instructor (moniteur)
- Instructor Traineur (formateur de moniteur)
- Course Directeur (formateur et certificateur de moniteur)
- Training Representative

### Formations techniques
- Cave Diver (Levels I, II, and III) (plongée spéléologique)
- Cavern Diver
- CCR Mixed Gas Diver (plongée multi-gaz)
- Closed Circuit Rebreather Diver (plongée en recycleur à circuit fermé)
- Decompression Technique (plongée en saturation)
- Heliair Diver (plongeur à l'héliair)
- Helitrox Diver (plongeur à l'hélitrox)
- Ice Diver (plongée sous glace)
- Introduction to Technical Diving (introduction à la plongée technique)
- Mixed Gas Blender and O2 Service Technician (gonfleur de mélanges)
- Semi-closed Rebreather Diver (plongeur en recycleur à circuit semi-fermé)
- Technical Nitrox Diver (plongeur Nitrox)
- Technical Support Leader
- Technical Wreck Penetration Diver (plongeur technique certifié en pénétration d'épave)
- Tri-Mix Diver (Levels I & II) (plongeur Trimix)
- Wreck Penetration Diver (plongeur certifié en pénétration d'épave)